# Riu Amaravati
El riu Amaravati és un riu de l'Índia tributari del riu Kaveri, al districte de Coimbatore, estat de Tamil Nadu. És continuació dels rius Pambar i Chinnar de Kerala. Comença a la frontera entre Kerala i Tamil Nadu al peu del vall de Manjampatti entre els Annamalai Hills i els Palni Hills a la Indira Gandhi Wildlife Sanctuary and National Park. Corre cap al nord per la Amaravati Reservoir i Amaravathi Dam al Amaravathinagar. Rep el Kallapuram a Udumalaipettai. Desaigua al Kaveri a Karur (Thirumukkudal). Té 196 km.